# Kodeks 0126
Kodeks 0126 (Gregory-Aland no. 0126) ε 36 (Soden) – grecki kodeks uncjalny Nowego Testamentu na pergaminie, paleograficznie datowany na VIII wiek. Rękopis był przechowywany w Kubbat al-Chazna w Damaszku. Obecne miejsce przechowywania kodeksu nie jest znane.

## Opis
Do dziś zachowała się 1 karta kodeksu (30 na 22 cm) z niepełnym tekstem Ewangelii Marka (5,34-6,2).
Tekst pisany jest dwoma kolumnami na stronę, w 24 linijkach w kolumnie.

## Tekst
Tekst kodeksu reprezentuje mieszaną tradycję tekstualną. Kurt Aland zaklasyfikował go do kategorii III.

## Historia
Aland datował kodeks na VIII wiek. W ten sam sposób datuje go obecnie INTF.
Gregory w 1908 roku dał mu siglum 0126.
Rękopis cytowany jest w krytycznych wydaniach greckiego Nowego Testamentu (NA26, NA27). W NA27 cytowany jest jako świadek pierwszego rzędu.